# Cabalímetre magnètic

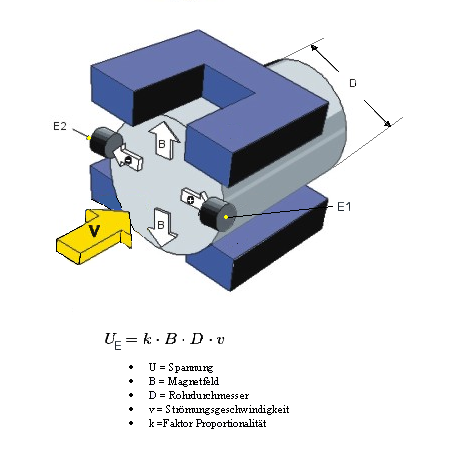
Mesurador de flux magnètic

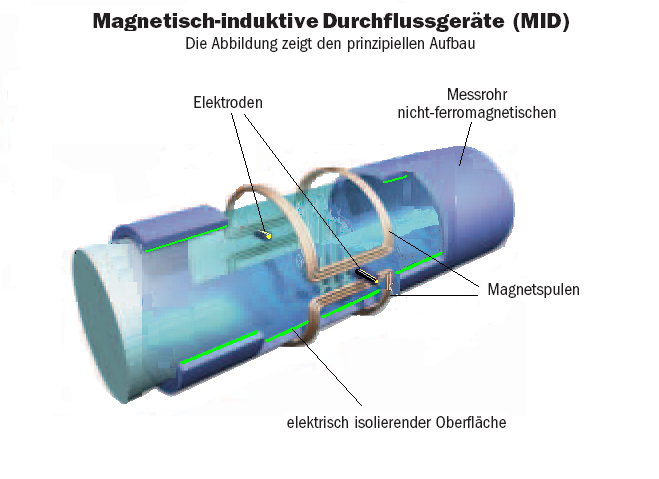
Mesurador de flux electromagnètic

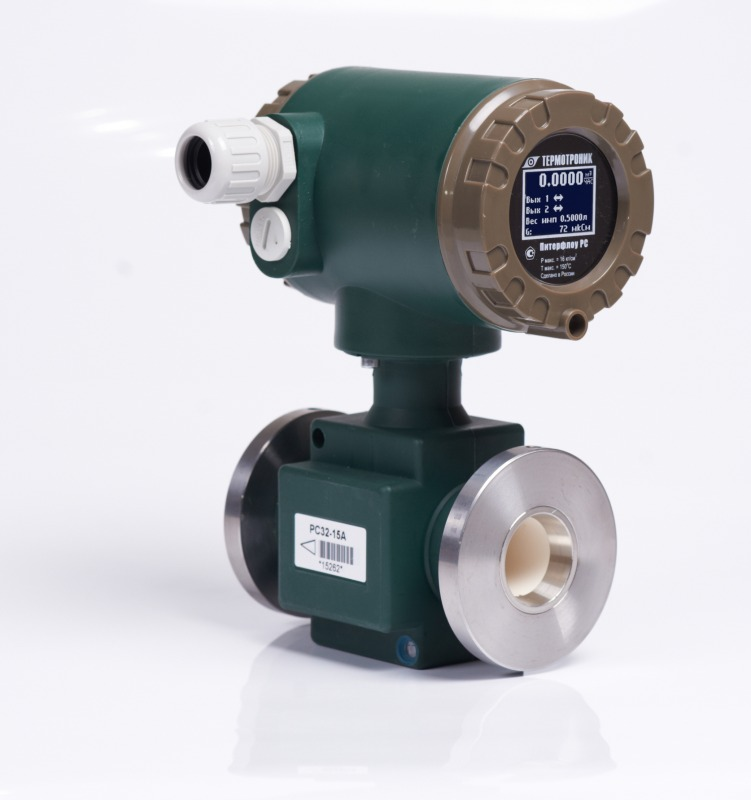
Mesurador de flux electromagnètic

Un cabalímetre magnètic o mesurador de flux magnètic (en anglès:mag meter, electromagnetic flow meter) és un transductor que mesura el flux d'un fluid per la tensió induïda a través del líquid pel seu flux a través d'un camp magnètic. S'aplica un camp magnètic al tub dosificador, el que resulta en una diferència de potencial proporcional a la velocitat del fluid perpendicular a les línies de flux.

## Descripció
El principi físic de funcionament és la inducció electromagnètica. El mesurador de cabal magnètic requereix un fluid conductor, per exemple, l'aigua que conté ions, i una superfície de canonada elèctrica aïllant, per exemple, un tub d'acer revestit de goma.
Si la direcció del camp magnètic fos constant, un efecte electroquímic i altres efectes en els elèctrodes farien la diferència de potencial
difícil de distingir de la diferència de potencial induïda pel flux de fluids. Per mitigar-ho en els mesuradors de flux magnètics moderns, el camp magnètic s'inverteix constantment, cancel·lant la diferència de potencial electroquímica, que no canvia de direcció amb el camp magnètic.. Tanmateix, cal evitar l'ús d'imants permanents per als mesuradors de cabal magnètics.

## Experiment de Faraday al Tàmesi
Faraday va realitzar en el pont de Waterloo al riu Tàmesi el 1832, un experiment que consistia en un galvanòmetre connectat a dos cables de coure que s'estenien cap als costats del pont i després baixaven a l'aigua amb els extrems connectats a unes plaques, per provar la seva hipòtesi que el flux de l'aigua del Tàmesi a través del camp magnètic terrestre generava un dèbil corrent elèctric. Faraday va intuir que havia de fluir un corrent elèctric a través de les plaques situades en angle recte al corrent del riu. Malauradament, quan Lord Kelvin va voler tornara reproduir l'experiment, no va poder detectar cap corrent. Apart de que el llit del riu podia curtcircuitar bona part del senyal, no es va obtenir cap resultat concloent, atès que el corrent generat en un camp tan feble i amb un conductor d'una qualitat que es desconeix, seria difícil de mesurar fins i tot amb els instruments més sofisticats d'avui dia. El principi però, era cert i va ser demostrat posteriorment, per les proves a gran escala fetes amb el cable telegràfic submarí que van ser capaces de detectar aquest corrent, i de fet, avui dia es fa servir en els cabalímetres magnètics i les corredores nàutiques electròniques.